# Zeekr Technology Europe
Die Zeekr Technology Europe AB (kurz Zeekr Tech EU) ist das europäische Automobilforschungs- und -entwicklungszentrum von Zeekr mit Sitz in Göteborg, Schweden. Zeekr Tech EU wurde ursprünglich im Jahr 2013 von Geely als China Euro Vehicle Technology AB (kurz CEVT) gegründet und am 1. März 2024 in die heutige Firma umbenannt. Zeekr Tech EU beschäftigt über 900 Entwicklungsingenieure (Stand: 2024).
Das Unternehmen spielt eine entscheidende Rolle bei der Entwicklung der modularen CMA-Architektur. Auf dieser Plattform basieren weltweit mehr als zwei Millionen Fahrzeuge. Zu diesen zählen Fahrzeuge der Marken Volvo Cars, Polestar und Lynk & Co.
Zeekr Tech EU entwickelt für The London Taxi Company eine voll elektrifizierte Bodengruppe.